# Medaglia Corday-Morgan
Il Corday–Morgan Medal and Prize (medaglia Corday-Morgan) è un premio annuale assegnato dalla Royal Society of Chemistry a partire dal 1949 "per i contributi più meritevoli alla chimica." Nel 1964 fu aumentato il numero di premi a due l'anno e nel 1967 a tre. I candidati devono lavorare nel Regno Unito e, di regola, devono avere al massimo 40 anni.

## Vincitori
- 1949 – Derek Barton
- 1950 – Ronald Sydney Nyholm
- 1951 – Frederick Sanger
- 1952 – James Baddiley
- 1953 – John Cornforth
- 1954 – Rex Richards
- 1955 – George Porter
- 1956 – K. W. Bagnall
- 1957 – G. W. Kenner
- 1958 – C. Kemball
- 1959 – Alan Battersby
- 1960 – R. N. Haszeldine
- 1961 – Franz Sondheimer
- 1962 – Neil Bartlett
- 1963 – G. Sim
- 1964 – H M Frey, A. I. Scott
- 1965 – John Cadogan, R. Mason
- 1966 – Richard Dixon, Malcolm Tobe
- 1967 – Alan Carrington, R. O. C. Norman, John Meurig Thomas
- 1968 – A. Fish, F. McCapra, D. H. Williams
- 1969 – Peter Day, M. Green, G. W. Kirby
- 1970 – David Buckingham, D. W. Cameron, N. B. H. Jonathan
- 1971 – M. J. Perkins, L. F. Phillips, P. L. Timms
- 1972 – Malcolm Green, David Husain, P. G. Sammes
- 1973 – Jack Baldwin, Geoffrey Luckhurst, J. F. Nixon
- 1974 – L. D. Hall, Brian F. G. Johnson, A. McKillop
- 1975 – Robert J Donovan, J. A. Osborn, G. Pattenden
- 1976 – M. R. Churchill, Roger Grice, K. M. Smith
- 1977 – Laurence Barron, B. T. Golding, J. S. Ogden
- 1978 – P. D. Magnus, D. M. P. Mingos, G. M. Sheldrick
- 1979 – M. H. Chisholm, G. A. Kenney-Wallace, S. M. Roberts
- 1980 – Gus Hancock, Selby A. R. Knox, Steven V. Ley
- 1981 – Christopher M. Dobson, Brian J. Howard, D. A. Jefferson
- 1982 – Anthony K. Cheetham, R. H. Crabtree, T. J. Simpson
- 1983 – David J. Cole-Hamilton, W. Jones, W. B. Motherwell
- 1984 – N. J. Cooper, S G Davies, A. Harriman
- 1985 – W. Clegg, Peter P Edwards, C. J. Moody
- 1986 – A. G. M. Barrett, G. Christou, Paul R Raithby
- 1987 – J. M. Newsam, A Guy Orpen, David Parker
- 1988 – F. G. N. Cloke, Gareth A. Morris, P. J. Sarre, S. G. Withers
- 1989 – Michael N R Ashfold, David Clary, M. Schroder
- 1990 – D. Crich, Patrick W. Fowler, I. P. Rothwell
- 1991 – David Gani, Jeremy M. Hutson, S. Mann
- 1992 – P. D. Beer, T. C. Gallagher, D. E. Logan
- 1993/94 – Vernon C. Gibson, N. S. Simpkins, Timothy P. Softley
- 1995 – A. R. Barron, Jeremy G. Frey, G. F. R. Parkin
- 1996 – D. W. Bruce, M. J. Hampden-Smith, N. J. Turner
- 1997 – I. Manners, D. E. Manolopoulos, D. M. O'Hare
- 1998 – V. K. Aggarwal, J. P. Attfield, D. Craig
- 1999 – Kenneth D. M. Harris, C. A. Hunter, M. D. Ward
- 2000 – Colin D. Bain, M. J. Rosseinsky, J. M. J. Williams
- 2001 – H. L. Anderson, G. J. Davies, S. M. Howdle, P. R. Unwin
- 2002 – A. Armstrong, S. Balasubramanian, R. E. Morris, S. P. Price
- 2003 – Jonathan Clayden, M. W. George, G. C. Lloyd-Jones
- 2004 – Stuart C. Althorpe, D. W. C. MacMillan, J. H. Naismith
- 2005 – Benjamin G. Davis, Helen H. Fielding, Philip A. Gale
- 2006 – Neil R. Champness, Timothy J. Donohoe, Jeremy N. Harvey
- 2008 – Stephen Faulkner, Adam Nelson (chimico), David Tozer
- 2009 – Andrew de Mello, Duncan Graham, Andrew Cooper
- 2010 - E Brechin, J Chin, J Steed
- 2011 - Michaele Hardie, Fred Manby, Jonathan Nitschk